# Comuna Belene, Plevna
Belene (în bulgară Белене) este o comună în regiunea Plevna, Bulgaria, formată din orașul Belene și satele Beala Voda, Dekov, Kulina Voda, Petokladenți și Tatari. 

## Demografie
Componența etnică a comunei Belene
     Turci (2,83%)
     Bulgari (71,69%)
     Nicio identificare (24,36%)
     Altele (1,41%)
La recensământul din 2011, populația comunei Belene era de 10.318 locuitori. Din punct de vedere etnic, majoritatea locuitorilor (71,69%) erau bulgari, cu o minoritate de turci (2,83%). Pentru 24,36% din locuitori nu este cunoscută apartenența etnică.